# يزد

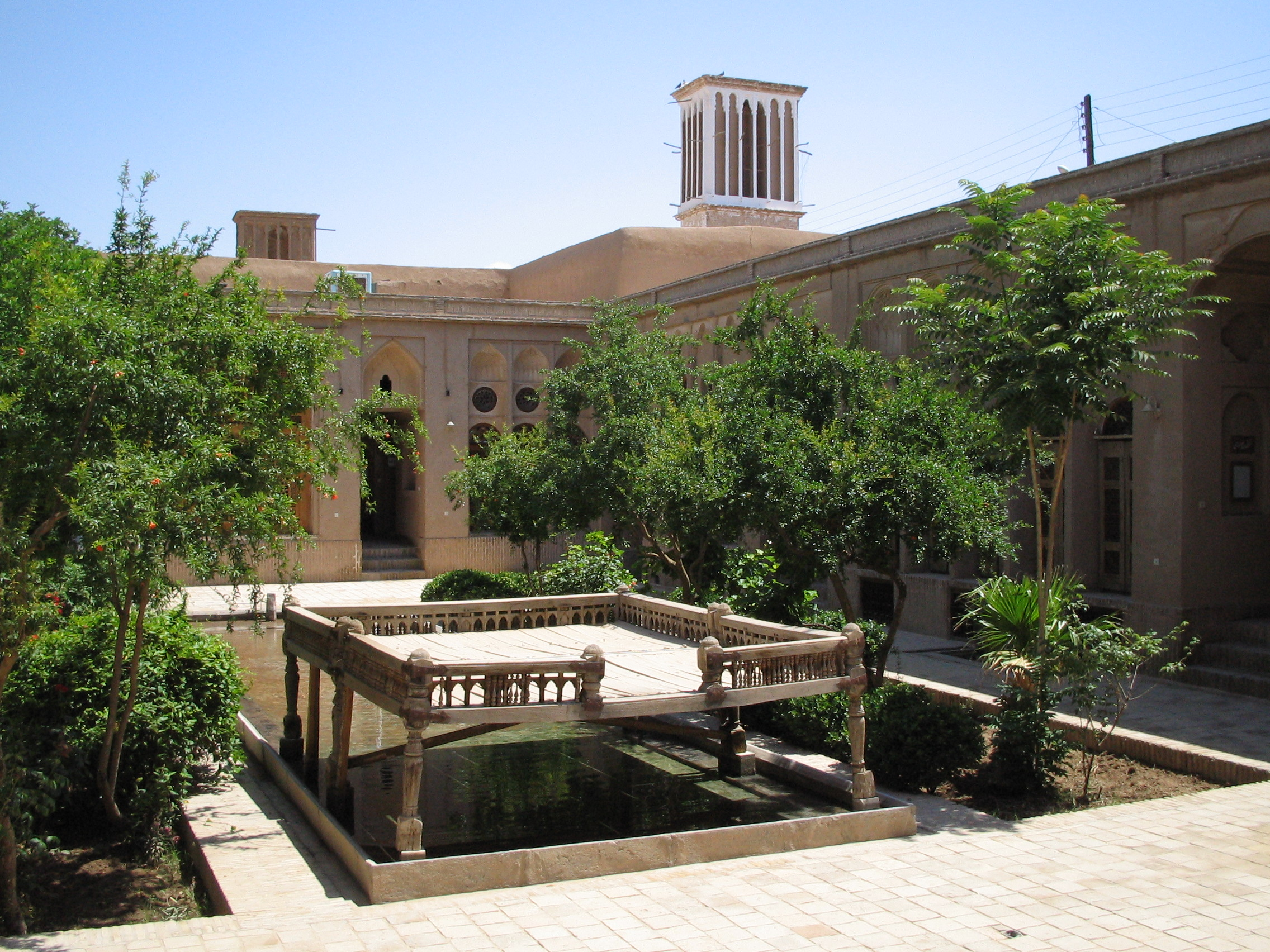
منزل تراثي في مدينة يزد القديمة

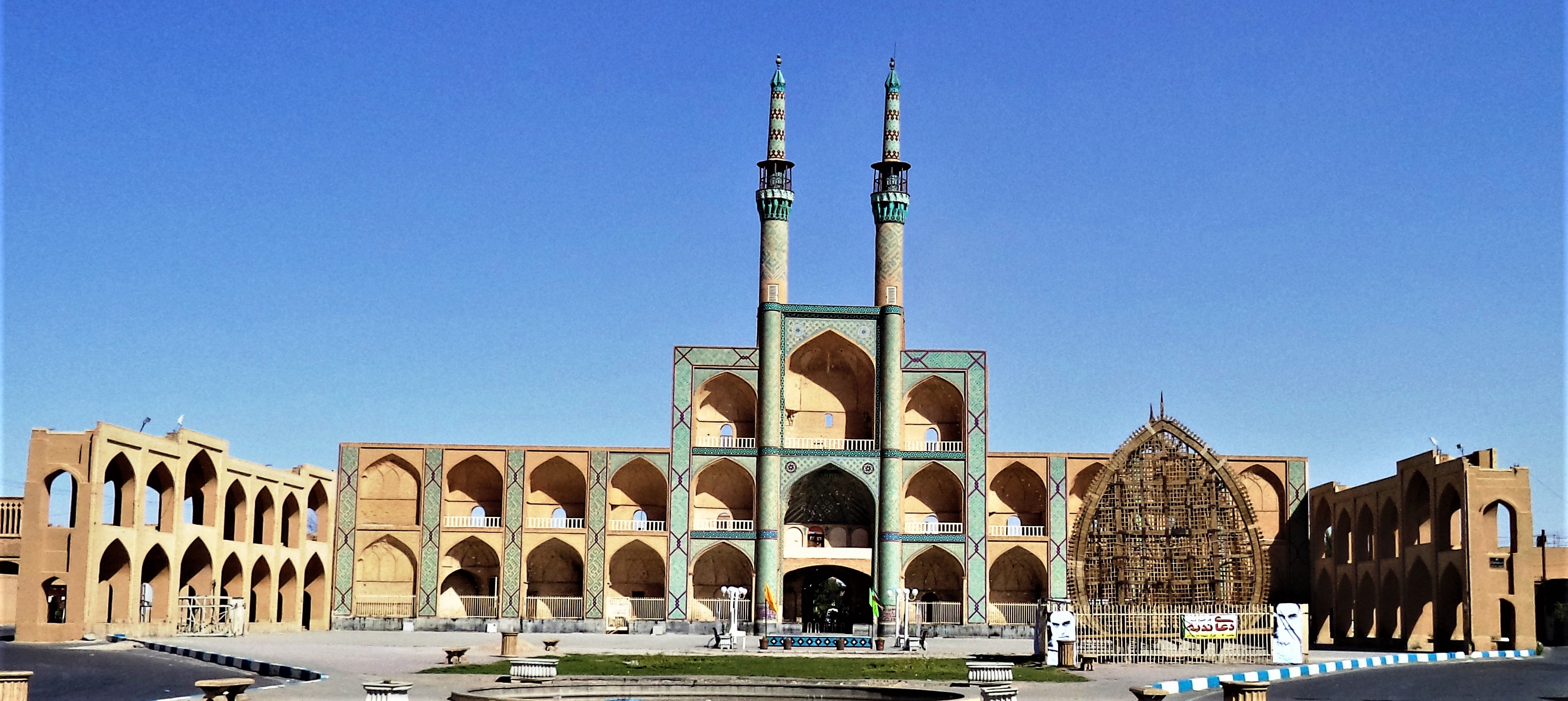
ميدان أمير جقماق

مدينة يزد هي مدينة إيرانية ومركز محافظة يزد، تجاور أربع محافظات هي أصفهان وكرمان وفارس وخراسان، حيث تعدّ هذه المدينة من المدن المهمة من حيث التراث الثقافي العريق حيث أنها لا تزال تحافظ على سكنها من الزرادشتين
(المجوس) كذلك تحتفظ بالمعابد الزرادشتية فضلاً عن المعالم الإسلامية مثل مسجد الجامع الكبير وجامع السيد ركن الدين.

## التاريخ
يُقال أن مدينة يزد أسست على يد الإسكندر المقدوني عقب احتلاله الإمبراطورية الفارسية فقد قيل إنه احتاج إلى سجن خاص قريب عن الصحراء وبعيد عن المدن فاختار موقع المدينة بعد
ذلك أمر الملك (الخسرو) الساساني (يزدجر الأول، 339- 421 م) ببناء المدينة وتسميتها ب (يزدان غرد) أي المدينة المقدسة أو المباركة.
بعد قيام الدولة الصفوية جعلوا من يزد عاصمتهم الثانية بعد همدان لكنها لم تسلم من الحروب فقد اُحتلت من قبل العثمانيين ثم تم إعادتها إلى الصفويين.

## التعليم
انظر إلى جامعة يزد.

## توأمة
ليزد اتفاقيات توأمة مع كل من:
- جاسبريني
- حمص
- جاكرتا
- ولاية نزوى
- هولغوين

## أعلام
- حسن دانش
- محمد علي جعفري
- موشيه كتساف
- آغا خان الأول
- محمد تقي مصباح اليزدي
- شرف الدين علي يزدي
- مهدي آذر اليزدي
- عبد الكريم الحائري اليزدي

### وفيات
- أبو منصور فرامرز